# Trofeo Laigueglia 2005
Il Trofeo Laigueglia 2005, quarantaduesima edizione della corsa e valida come evento dell'UCI Europe Tour 2005 categoria 1.1, fu disputata il 15 febbraio 2005, su un percorso di 183,3 km. Fu vinta dal lussemburghese Kim Kirchen, al traguardo con il tempo di 4h50'00" alla media di 37,924 km/h.
Partenza a Laigueglia con 183 ciclisti, di cui 112 portarono a termine il percorso.

## Ordine d'arrivo (Top 10)
| Pos. | Corridore           | Squadra       | Tempo    |
| ---- | ------------------- | ------------- | -------- |
| 1    | Kim Kirchen         | Fassa Bortolo | 4h50'00" |
| 2    | Franco Pellizotti   | Liquigas      | s.t.     |
| 3    | Paolo Tiralongo     | Panaria       | s.t.     |
| 4    | Dario Frigo         | Fassa Bortolo | s.t.     |
| 5    | Ruggero Marzoli     | Acqua & Sap.  | a 37"    |
| 6    | Michele Gobbi       | Domina Vac.   | s.t.     |
| 7    | Juan Antonio Flecha | Fassa Bortolo | s.t.     |
| 8    | Thomas Löfkvist     | F. des Jeux   | s.t.     |
| 9    | Mauro Santambrogio  | LPR-Piacenza  | a 51"    |
| 10   | Manuel Quinziato    | Saunier Duval | s.t.     |